# Kathleen Zellner

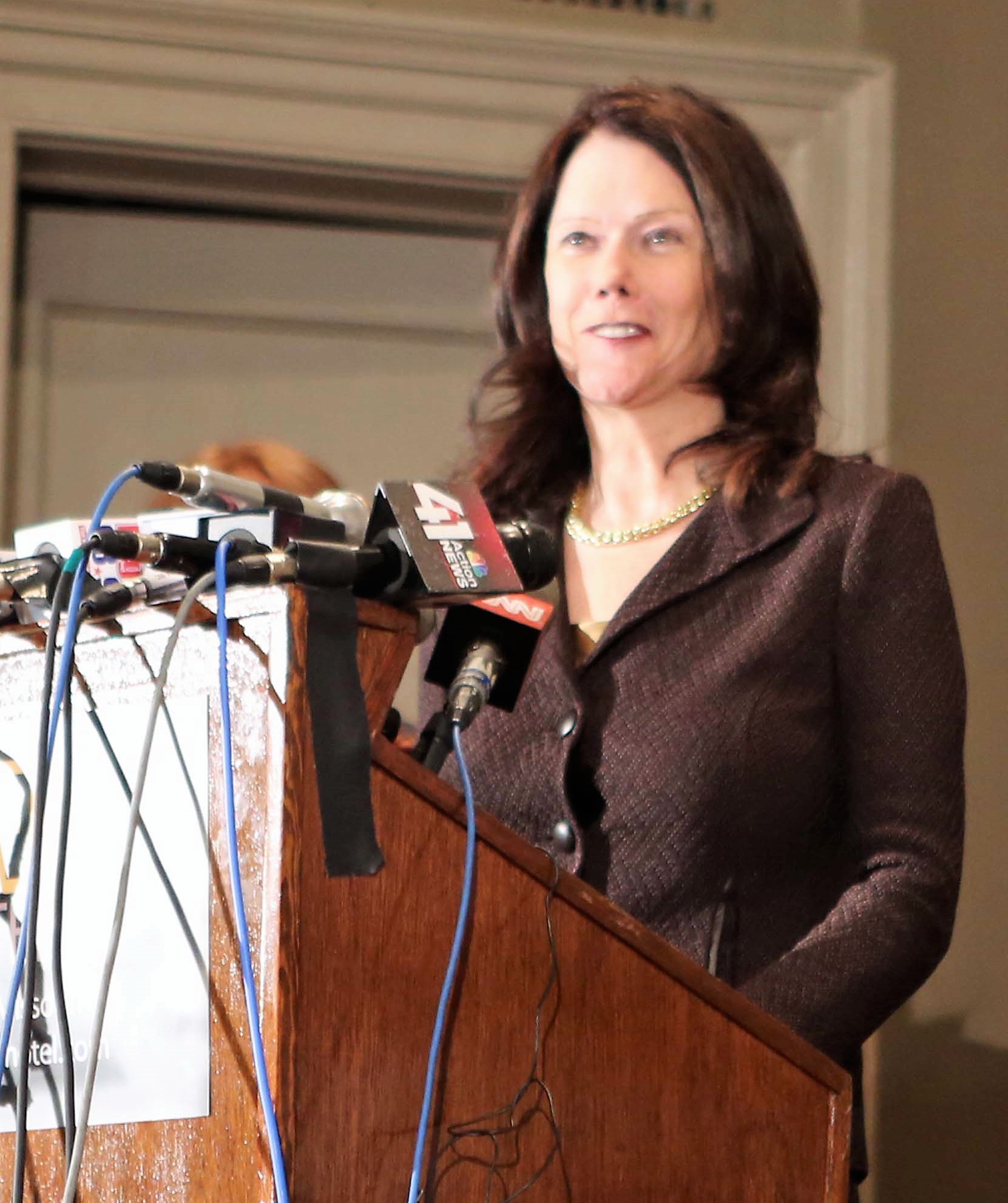
Kathleen Zellner, 2013

Kathleen T. Zellner (* 7. Mai 1949 in Midland, Texas) ist eine US-amerikanische Rechtsanwältin.

## Leben und Karriere
Zellner wurde in Midland, Texas, als zweites von sieben Kindern geboren. Ihr Vater Owen Thomas war Geologe und ihre Mutter Winifred war Krankenschwester. 1981 erhielt sie ihren Juris Doctor von der Northern Illinois University.
Im Jahr 1991 gründete Zellner in Illinois ihre eigene Anwaltskanzlei Kathleen T. Zellner & Associates. Bekanntheit erlangte sie in Europa vor allem im Jahr 2018 als Rechtsanwältin von Steven Avery in der Fernsehserie Making a Murderer, eine Fernsehserie über den verurteilten Mörder Steven Avery. 
Sie vertrat Kevin Fox und Larry Eyler. Darüber hinaus war sie mit ihrer Expertise in Strafverfahren als beratende Anwältin für die Anwälte von Johnny Depp im Fall gegen Amber Heard tätig.

## Privates
Kathleen Zellner ist mit Robert Zellner, einem promovierten Wirtschaftswissenschaftler, verheiratet. Sie haben ein Kind.